# Falmouth (Jamaica)
Falmouth is een kleine stad aan de noordkust van Jamaica, ten oosten van Montego Bay.  Het is de hoofdstad van de parish Trelawny. De stad is gesticht in 1769 en groeide al snel uit tot een belangrijke havenstad. De stad is aangelegd in een dambordpatroon. Langs de brede straten werden degelijke stenen en houten huizen gebouwd in de georgiaanse stijl. Falmouth is de enige plaats op Jamaica waar deze stijl nog goed bewaard is gebleven. 
Eind 18e en begin 19e eeuw was Falmouth een van de drukste havens van Jamaica, waardoor de stad veel handelaars, ambachtslieden en planters aantrok. Ze speelde een belangrijke rol in de slavenhandel. Na de afschaffing van de slavenhandel in 1807 en de slavernij in het Britse Imperium in 1838, zakte de economie van Falmouth in. 

## Geboren
- Luther Blissett (1958), Engels voetballer
- Ben Johnson (1961), Canadees sprinter
- Jackie Edwards (1971), Bahamaans atlete
- Ky-Mani Marley (1976), zanger